# Kawaii

En japansk Boeing 747-400 med Pokémon-figurer.

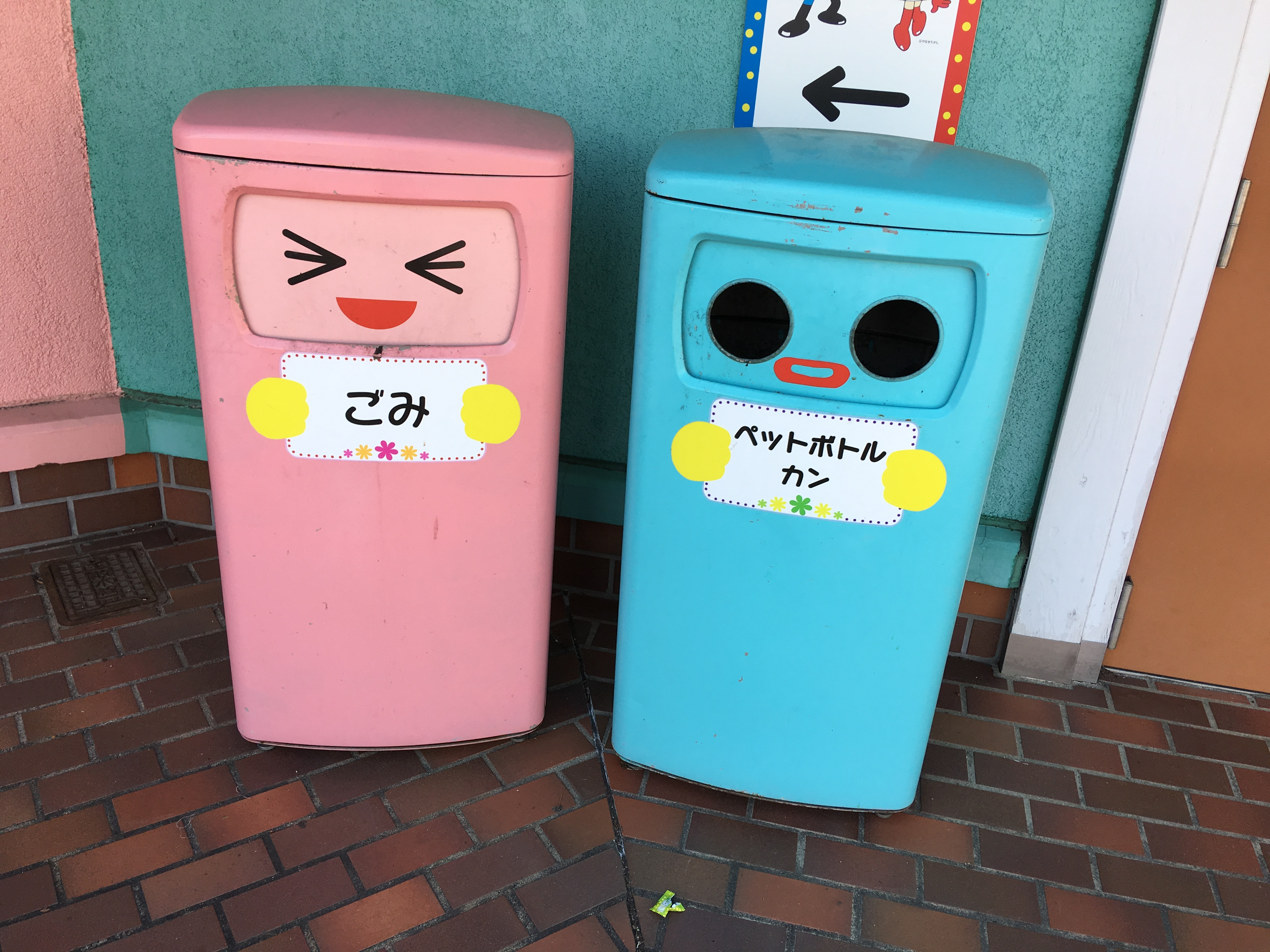
Soptunna

Kawaii, japanska: 可愛い, ungefär: "gullig", "söt", ordagrant "älsklig", är en egenskap som sedan tidigt 1970-tal kommit att bli en mycket framträdande och eftersträvansvärd kvalitet i japansk populärkultur, underhållning, mode, mat, leksaker och beteende. Den japanska termen används ofta utanför Japan för att just beskriva en säregen japansk estetik.
En observatör från en annan kultur finner ofta denna gullighet fascinerande och ibland konstig eftersom japaner använder den inom ett mycket brett område, där det i andra kulturer skulle anses juvenilt och omoget (till exempel i varningar från statliga myndigheter, kontorsmiljöer, militära annonskampanjer och så vidare).
Japansk populärkulturs inflytande i Östasien har spritt kulturen till närliggande områden som Taiwan, Hongkong, Sydkorea och Kina, men även längre bort i världen såsom Nordamerika och Europa.